# Deutsche Leichtathletik-Meisterschaften 1979
Die 79. Deutschen Leichtathletik-Meisterschaften wurden vom 10. bis 12. August 1979 im Stuttgarter Neckarstadion ausgetragen.

## Ausgelagerte Disziplinen
Wie in den Jahren zuvor wurden weitere Meisterschaftstitel an verschiedenen anderen Orten vergeben, in der folgenden Auflistung in chronologischer Reihenfolge benannt.
- Crossläufe – Baunatal, 3./4. März mit Einzel- / Mannschaftswertungen für Frauen und Männer auf jeweils zwei Streckenlängen (Mittel- / Langstrecke)
- 25-km-Straßenlauf – Achern, 22. April mit Einzelwertungen für Frauen und Männer sowie einer Mannschaftswertung für Männer
- 10.000 m (Männer) sowie 3000 m und 400 m Hürden (Frauen) – Ludwigshafen, 2. Juni
- Mehrkämpfe (Frauen: Fünfkampf) / (Männer: Zehnkampf) – Krefeld-Uerdingen, 15./16. Juni mit Einzel- und Mannschaftswertungen
- Marathonlauf – Hamburg-Neugraben, 1. September mit Einzel- / Mannschaftswertungen für Frauen und Männer[2]
- Langstaffeln, Frauen: 3 × 800 m / Männer: 4 × 800 m und 4 × 1500 m – Ingelheim, 15. September
- 50-km-Gehen (Männer) – Bergisch Gladbach, 15. Oktober mit Einzel- und Mannschaftswertung

## Rekorde
Die Sportler stellten bei diesen Meisterschaften einen deutschen Rekord (DR), einen bundesdeutschen Rekord (BR) und zwei bundesdeutsche Rekorde für Vereinsstaffeln (BRV) auf.
- Deutscher Rekord:
  - Stabhochsprung: 5,55 m – Günther Lohre (SV Salamander Kornwestheim)
- Bundesdeutscher Rekord:
  - 3000-Meter-Lauf: 8:54,4 min – Brigitte Kraus (ASV Köln)
- Bundesdeutsche Rekorde für Vereinsstaffeln:
  - 4-mal-400-Meter-Staffel: 3:04,0 min – LG Bayer Leverkusen (Günter Karge, Joachim Rabstein, Bernd Herrmann, Franz-Peter Hofmeister)
  - 4-mal-100-Meter-Staffel: 44,22 s – OSC Thier Dortmund (Sabine Klösters, Elke Vollmer, Annegret Richter, Ute Finger)

## Medaillengewinner Männer
Die folgende Übersicht fasst die Medaillengewinner und -gewinnerinnen zusammen. Eine ausführlichere Übersicht mit den jeweils ersten acht in den einzelnen Disziplinen findet sich unter dem Link Deutsche Leichtathletik-Meisterschaften 1979/Resultate.
| Disziplin                                   | Gold                                                                                   | Leistung           | Silber                                                                                    | Leistung        | Bronze                                                                                        | Leistung        |
| ------------------------------------------- | -------------------------------------------------------------------------------------- | ------------------ | ----------------------------------------------------------------------------------------- | --------------- | --------------------------------------------------------------------------------------------- | --------------- |
| 100 m (Wind: +0,6)                          | Fritz Heer (TV Viernheim)                                                              | 10,45 s00000       | Werner Zaske (SV Saar 05 Saarbrücken)                                                     | 10,53 s0        | Dieter Gebhard (SV Salamander Kornwestheim)                                                   | 10,54 s0        |
| 200 m (Wind: +1,6)                          | Franz-Peter Hofmeister (LG Bayer Leverkusen)                                           | 20,68 s00000       | Fritz Heer (TV Viernheim)                                                                 | 20,79 s0        | Karlheinz Weisenseel (MTG Mannheim)                                                           | 20,93 s0        |
| 400 m                                       | Harald Schmid (TV Gelnhausen)                                                          | 44,92 s00000       | Franz-Peter Hofmeister (LG Bayer Leverkusen)                                              | 45,33 s0        | Martin Weppler (VfB Stuttgart)                                                                | 45,97 s0        |
| 800 m                                       | Willi Wülbeck (TV Wattenscheid)                                                        | 1:46,0 min0000     | Thomas Wilking (OSC Thier Dortmund)                                                       | 1:47,1 min      | Hans-Peter Ferner (MTV Ingolstadt)                                                            | 1:47,2 min      |
| 1500 m                                      | Thomas Wessinghage (USC Mainz)                                                         | 3:37,7 min0000     | Uwe Becker (VfL Wolfsburg)                                                                | 3:38,7 min      | Harald Hudak (LG Bayer Leverkusen)                                                            | 3:40,6 min      |
| 5000 m                                      | Frank Zimmermann (SCC Berlin)                                                          | 13:37,0 min0000    | Christoph Herle (LAC Quelle Fürth)                                                        | 13:39,7 min     | Werner Grommisch (LAZ Rhede)                                                                  | 13:42,4 min     |
| 10.000 m                                    | Karl Fleschen (LG Bayer 04 Leverkusen)                                                 | 28:40,1 min0000    | Hans-Jürgen Orthmann (VfL Wehbach)                                                        | 28:59,5 min     | Christoph Herle (LAC Quelle Fürth)                                                            | 29:02,4 min     |
| 25-km-Straßenlauf                           | Hans-Jürgen Orthmann (VfL Wehbach)                                                     | 1:16:09,4 h000000  | Edmundo Warnke (LAC Quelle Fürth)                                                         | 1:16:13 h0000   | Eberhard Weyel (TuS 04 Leverkusen)                                                            | 1:16:32 h0000   |
| 25-km-Straßenlauf, Mannschaftswertung       | LAC Quelle FürthEdmundo Warnke Günter Zahn Anton Gorbunow                              | 3:52:14 h00000000  | Neuköllner SportfreundeIngo Sensburg Wilfried Jackisch Hans-Jürgen Rose                   | 4:00:02 h0000   | LG Lage-DetmoldDirk Sander Norbert Bollweg Cord Mühlenmeister                                 | 4:00:14 h0000   |
| Marathon                                    | Michael Spöttel (LG Kreis Verden)                                                      | 2:20:15 h00000000  | Günter Mielke (LG Neckar-Odenwald)                                                        | 2:20:24 h0000   | Ludwig Häfele (LG Jägermeister Bonn-Troisdorf)                                                | 2:20:47 h0000   |
| Marathon, Mannschaftswertung                | LAC Quelle FürthReinhard Leibold Anton Gorbunow Clemens Schneider-Strittmatter         | 7:09:50 h00000000  | OSC Thier DortmundPeter Spahn Reinhard Kowallek Hans-Walter Kreft                         | 7:36:29 h0000   | LG Gut-Heil NeumünsterRüdiger Grube Lutz Philipp Roland Szymaniak                             | 7:48:41 h0000   |
| 110 m Hürden (Wind: +0,4)                   | Karl-Werner Dönges (VfL Sindelfingen)                                                  | 13,85 s00000       | Dieter Gebhard (SV Salamander Kornwestheim)                                               | 13,88 s0        | Hans-Gerd Klein (LG Bayer Leverkusen)                                                         | 14,02 s0        |
| 400 m Hürden                                | Bernd Herrmann (TuS 04 Leverkusen)                                                     | 50,99 s00000       | Thomas Forstkamp (SuS Schalke 96)                                                         | 51,38 s0        | Johannes Heling (TV Wattenscheid 01)                                                          | 51,39 s0        |
| 3000 m Hindernis                            | Michael Karst (USC Mainz)                                                              | 8:33,9 min0000     | Oskar Huber (TV Waltenhofen)                                                              | 8:36,5 min      | Willi Maier (TSV Genkingen)                                                                   | 8:38,7 min      |
| 4 × 100 m Staffel                           | SV Salamander KornwestheimWolfgang Jäger Dieter Gebhard Bruno Werner Peter Klein       | 40,12 s00000       | TV Wattenscheid 01Bernd Goldstein Werner Bastians Dieter Steinmann Hans Fritzsche         | 40,17 s0        | LAC Quelle FürthRudolf Hausner Christian Haas Reinhold Schlierf Richard Luxenburger           | 40,53 s0        |
| 4 × 400 m Staffel                           | LG Bayer LeverkusenGünter Karge Joachim Rabstein Bernd Herrmann Franz-Peter Hofmeister | 3:04,0 min BRV     | VfB StuttgartErich Klaiber Michael Friese Ulrich Heinle Martin Weppler                    | 3:08,0 min      | OSC Thier DortmundAndreas Pesch Michael Jopp Werner Niederquell Thomas Wilking                | 3:08,3 min      |
| 4 × 800 m Staffel                           | LAV Rala LudwigshafenHans Giesa Günther Lenske Andreas Baranski Wolfgang Frombold      | 7:28,1 min0000     | TuS Rot-Weiß KoblenzHans-Jürgen Nitzsche Franz-Josef Weihrauch Günter Henning Bodo Wuttke | 7:30,3 min      | Eintracht FrankfurtWalter Rentsch Winfried Styra M. Reibold Hans Reibold                      | 7:31,3 min      |
| 4 × 1500 m Staffel                          | LG Bayer LeverkusenPeter Belger Dieter Riebe Karl Fleschen Harald Hudak                | 15:22,2 min0000    | ASV KölnBlödow Tegethoff Henning von Papen Manfred Nellesen                               | 15:28,8 min     | TV Wattenscheid 01Detlef Schröder Hans-Dieter Schulten Wolf-Dieter Poschmann Anton Kirschbaum | 15:30,4 min     |
| 20-km-Gehen                                 | Gerhard Weidner (TSV Salzgitter)                                                       | 1:28:44,9 h000000  | Heinrich Schubert (LAC Quelle Fürth)                                                      | 1:29:50,1 h00   | Wolfgang Wiedemann (LAC Quelle Fürth)                                                         | 1:30:27,9 h00   |
| 20-km-Gehen, Mannschaftswertung             | LAC Quelle FürthHeinrich Schubert Wolfgang Wiedemann Hans Binder                       | 4:31:39,2 h000000  | TSV SalzgitterGerhard Weidner Karl Degener Hans-Joachim Kloppe                            | 4:36:37,0 h00   | VfL WolfsburgJürgen Meyer Herbert Hellig Mario Kerber                                         | 4:42:04,2 h00   |
| 50 km Gehen                                 | Hans Binder (LAC Quelle Fürth)                                                         | 4:03:34 h00000000  | Heinrich Schubert (LAC Quelle Fürth)                                                      | 4:08:17 h0000   | Gerhard Weidner (TSV Salzgitter)                                                              | 4:09:38 h0000   |
| 50 km Gehen, Mannschaftswertung             | LAC Quelle FürthHans Binder Heinrich Schubert Wolfgang Werner                          | 12:25:43 h00000000 | TSV SalzgitterGerhard Weidner Karl Degener Hans-Joachim Kloppe                            | 12:47:43 h0000  | VfL WolfsburgJürgen Meyer Mario Kerber G. Götz                                                | 13:51:51 h0000  |
| Hochsprung                                  | Gerd Nagel (LG Frankfurt)                                                              | 2,30 m000          | Andre Schneider (TV Wattenscheid 01)                                                      | 2,27 m          | Dietmar Mögenburg (LG Bayer Leverkusen)                                                       | 2,24 m          |
| Stabhochsprung                              | Günther Lohre (SV Salamander Kornwestheim)                                             | 5,55 m DR          | Gerald Heinrich (Eintracht Frankfurt)                                                     | 5,20 m          | Peter Volmer (TV Wattenscheid 01)                                                             | 5,10 m          |
| Weitsprung                                  | Jens Knipphals (VfL Wolfsburg)                                                         | 7,94 m000          | Joachim Busse (ASV Köln)                                                                  | 7,71 m          | Winfried Klepsch (TV Wattenscheid 01)                                                         | 7,68 m          |
| Dreisprung                                  | Douglas Henderson (Eintracht Frankfurt)                                                | 16,09 m000         | Klaus Kübler (SV Salamander Kornwestheim)                                                 | 16,05 m         | Dieter Eckert (TV Wattenscheid 01)                                                            | 15,75 m         |
| Kugelstoßen                                 | Ralf Reichenbach (LG Süd Berlin)                                                       | 19,32 m000         | Claus-Dieter Föhrenbach (USC Heidelberg)                                                  | 18,65 m         | Josef Forst (TV Wattenscheid 01)                                                              | 18,43 m         |
| Diskuswurf                                  | Werner Hartmann (VfL Buchloe)                                                          | 59,56 m000         | Alwin Wagner (USC Mainz)                                                                  | 56,74 m         | Rolf Danneberg (LG Wedel-Pinneberg)                                                           | 56,28 m         |
| Hammerwurf                                  | Karl-Hans Riehm (TV Wattenscheid)                                                      | 76,90 m000         | Klaus Ploghaus (ASC Darmstadt)                                                            | 76,38 m         | Manfred Hüning (LAZ Rhede)                                                                    | 73,82 m         |
| Speerwurf                                   | Michael Wessing (TV Wattenscheid)                                                      | 87,14 m000         | Helmut Schreiber (USC Heidelberg)                                                         | 86,52 m         | Klaus Tafelmeier (LG Bayer Leverkusen)                                                        | 82,62 m         |
| Zehnkampf, 1965er W. 2. Zeile: 1985er Wert. | Guido Kratschmer (USC Mainz)                                                           | 8484 P (8476 P)    | Hans-Dieter Antretter (ASV Köln)                                                          | 7943 P (7876 P) | Fritz Mehl (TG Nürtingen)                                                                     | 7917 P (7837 P) |
| Zehnkampf, Mannschaftswertung               | USC MainzGuido Kratschmer Rudolf Brumund Jens Schulze                                  | 24.108 P           | LG Bayer LeverkusenWolfgang Muders Dieter Leyckes Claus Marek                             | 23,363 P        | USC MainzHerbert Peter Herbert Böck Rudolf Hausner                                            | 21.488 P        |
| Crosslauf Mittelstrecke – 5735 m            | Manfred Schoeneberg (OSC Thier Dortmund)                                               | 18:03,9 min0000    | Günter Zahn (LAC Quelle Fürth)                                                            | 18:16,0 min     | Josef Lechner (TSV 1860 München)                                                              | 18:24,8 min     |
| Crosslauf Mittelstrecke, Mannschaftswertung | LAC Quelle FürthGünter Zahn Reinhard Leibold Anton Gorbunow                            | Pl.-Ziff. 22       | OSC Thier DortmundManfred Schoeneberg Friedrich Räker Peter Spahn                         | Pl.-Ziff. 39    | TSV 1860 MünchenJosef Lechner Emmerich Huber Gebhard Rädler                                   | Pl.-Ziff. 46    |
| Crosslauf Langstrecke – 11.280 m            | Christoph Herle (LAC Quelle Fürth)                                                     | 36:08,19 min0000   | Michael Karst (USC Mainz)                                                                 | 36:25,2 min     | Edmundo Warnke (LAC Quelle Fürth)                                                             | 36:54,9 min     |
| Crosslauf Langstrecke, Mannschaftswertung   | LAC Quelle FürthChristoph Herle Edmundo Warnke Reinhard Leibold                        | Pl.-Ziff. 21       | LG Lage-DetmoldDirk Sander Mühlemeier Norbert Bollweg                                     | Pl.-Ziff. 52    | PSV Grün-Weiß KasselRalf Salzmann Udo Engelbrecht Winfried Aufenanger                         | Pl.-Ziff. 57    |

## Medaillengewinnerinnen Frauen
| Disziplin                                   | Gold                                                                                           | Leistung         | Silber                                                                   | Leistung        | Bronze                                                                     | Leistung        |
| ------------------------------------------- | ---------------------------------------------------------------------------------------------- | ---------------- | ------------------------------------------------------------------------ | --------------- | -------------------------------------------------------------------------- | --------------- |
| 100 m (Wind: +1,3)                          | Annegret Richter geb. Irrgang (OSC Thier Dortmund)                                             | 11,28 s0000      | Cornelia Schniggendiller (LG Gütersloh)                                  | 11,72 s0        | Petra Sharp (LAC Quelle Fürth)                                             | 11,74 s0        |
| 200 m (Wind: −0,8)                          | Annegret Richter geb. Irrgang (OSC Thier Dortmund)                                             | 22,96 s0000      | Cornelia Schniggendiller (LG Gütersloh)                                  | 23,59 s0        | Heidi-Elke Gaugel (VfL Sindelfingen)                                       | 23,70 s0        |
| 400 m                                       | Elke Decker (TuS 04 Leverkusen)                                                                | 52,06 s0000      | Margit Weller (LG Ostsaar)                                               | 53,48 s0        | Heidrun Leithäuser (LG Waldeck)                                            | 54,07 s0        |
| 800 m                                       | Ursula Hook (OSC Thier Dortmund)                                                               | 2:00,8 min000    | Margrit Klinger (TV Obersuhl)                                            | 2:01,4 min      | Brigitte Koczelnik (TuS 04 Leverkusen)                                     | 2:02,5 min      |
| 1500 m                                      | Brigitte Kraus (ASV Köln)                                                                      | 4:13,3 min000    | Mathilde Heuing (LG Gütersloh)                                           | 4:16,7 min      | Charlotte Teske geb. Bernhard (ASC Darmstadt)                              | 4:16,8 min      |
| 3000 m                                      | Brigitte Kraus (ASV Köln)                                                                      | 8:54,4 min BR    | Charlotte Teske geb. Bernhard (ASC Darmstadt)                            | 9:10,7 min      | Ellen Wessinghage geb. Tittel (USC Mainz)                                  | 9:17,7 min      |
| 25-km-Straßenlauf                           | Christa Vahlensieck geb. Kofferschläger (Barmer TV Wuppertal)                                  | 1:29:13 h0000000 | Heide Brenner (LG Jägermeister Bonn-Troisdorf)                           | 1:31:12 h0000   | Charlotte Teske geb. Bernhard (ASC Darmstadt)                              | 1:32:14 h0000   |
| Marathon                                    | Liane Winter (VfL Wolfsburg)                                                                   | 2:26:29 h0000000 | Annemarie Hilkenbach (Post-SV Brilon)                                    | 2:59:56 h0000   | Gerlinde Püttmann (LAZ Hamm)                                               | 3:03:38 h0000   |
| Marathon, Mannschaftswertung                | VfL WolfsburgLiane Winter Ursula Miehe Brigitte Jordan                                         | 9:31:19 h0000000 | Post SV BrilonAnnemarie Hilkenbach Brigitte Klaholz Gretel Meschede      | 9:52:22 h0000   | OSC HoechstKerstin Neiser-Funke Ursula Lauffs Edith Schneider              | 9:54:05 h0000   |
| 100 m Hürden (Wind: +2,3)                   | Doris Baum (TK Grevenbroich)                                                                   | 13,02 s0000      | Silvia Kempin geb. Käwel (TuS 04 Leverkusen)                             | 13,11 s0        | Roswitha Riechardt (SV Alemannia Kamp)                                     | 13,36 s0        |
| 400 m Hürden                                | Silvia Hollmann (OSC Thier Dortmund)                                                           | 57,30 s0000      | Erika Weinstein geb. Götz (LG Bayer Leverkusen)                          | 58,92 s0        | Susanne Anlauf (LG Ostsaar)                                                | 60,34 s0        |
| 4 × 100 m Staffel                           | OSC Thier DortmundSabine Klösters Elke Vollmer Annegret Richter geb. Irrgang Ute Finger        | 44,22 s BRV0     | LG Bayer LeverkusenAnke Weigt Sabine Wecke Evelyn Rauhut Elvira Possekel | 45,21 s0        | LAC Quelle FürthBrigitte Brückner Ulrike Sommer Petra Sharp Cornelia Sulek | 45,36 s0        |
| 4 × 400 m Staffel                           | TuS 04 LeverkusenBrigitte Koczelnik Gisela Klein geb. Ellenberger Petra Kleinbrahm Elke Decker | 3:37,6 min000    | LG OstsaarSusanne Anlauf Margarethe Schorr Ulrike Seyler Margit Weller   | 3:38,0 min      | LG Nord BerlinMüller Angela Wilhelm Raela Schwerdtfeger Wegener            | 3:42,4 min      |
| 3 × 800 m Staffel                           | ASV KölnVera Steiert Elisabeth Schacht Brigitte Kraus                                          | 6:13,2 min000    | USC MainzK. Schmitt R. Schmidt Ellen Wessinghage geb. Tittel             | 6:41,0 min      | LG ESV/PSV EssenRehhausen Godde Nolte                                      | 6:43,3 min      |
| Hochsprung                                  | Ulrike Meyfarth (TuS 04 Leverkusen)                                                            | 1,90 m           | Brigitte Holzapfel (TuS 04 Leverkusen)                                   | 1,87 m          | Annette Harnack (TuS 04 Leverkusen)                                        | 1,81 m          |
| Weitsprung                                  | Sabine Everts (LAV Düsseldorf)                                                                 | 6,49 m           | Anke Weigt (LG Bayer Leverkusen)                                         | 6,46 m          | Ulrike Paas (ASV Köln)                                                     | 6,38 m          |
| Kugelstoßen                                 | Eva Wilms (LAC Quelle Fürth)                                                                   | 18,98 m          | Beatrix Philipp (LAC Quelle Fürth)                                       | 17,87 m         | Ute Rompf (TV 1885 Haiger)                                                 | 15,75 m         |
| Diskuswurf                                  | Ingra Manecke (LAC Quelle Fürth)                                                               | 56,16 m          | Doris Gutewort (OSC Berlin)                                              | 51,08 m         | Eva Wilms (LAC Quelle Fürth)                                               | 50,04 m         |
| Speerwurf                                   | Ingrid Thyssen (ASV Köln)                                                                      | 60,36 m          | Eva Helmschmidt (LG Kappelberg)                                          | 53,68 m         | Waltraud Glasauer geb. Romberger (TSV Speyer)                              | 52,38 m         |
| Fünfkampf, 1977er W. 2. Zeile: 1981er Wert. | Beatrix Philipp (LAC Quelle Fürth)                                                             | 4494 P (4488 P)  | Eva Wilms (LAC Quelle Fürth)                                             | 4459 P (4471 P) | Monika Krolkiewicz (LG Süd Berlin)                                         | 4317 P (4301 P) |
| Fünfkampf, Mannschaftswertung               | LAC Quelle FürthBeatrix Philipp Eva Wilms Cornelia Sulek                                       | 13.544 P         | LG Bayer LeverkusenClaudia Losch Christa Köhler Heling                   | 11.927 P        | LG WilhelmshavenMarita Gabriel Marlis Wilken Sabine Buss                   | 11.655 P        |
| Crosslauf Mittelstrecke – 3660 m            | Ellen Wessinghage geb. Tittel (USC Mainz)                                                      | 10:55,2 min000   | Brigitte Kraus (ASV Köln)                                                | 10:59,4 min     | Monika Greschner (ASV Köln)                                                | 11:07,8 min     |
| Crosslauf Mittelstrecke, Mannschaftswertung | ASV KölnBrigitte Kraus Monika Greschner Sabine Weiß                                            | Pl.-Ziff. 14     | LAV Hamburg NordPetra Jürgensen Waidt Dammann                            | Pl.-Ziff. 51    | USC MainzEllen Wessinghage geb. Tittel Claudia Gabel Schmidt               | Pl.-Ziff. 51    |
| Crosslauf Langstrecke – 6005 m              | Heide Brenner (LG Jägermeister Bonn-Troisdorf)                                                 | 22:05,0 min000   | Charlotte Teske geb. Bernhard (ASC Darmstadt)                            | 22:19,0 min     | Päivi Roppo / Finnland (LG Jägermeister Bonn-Troisdorf)                    | 22:20,8 min     |
| Crosslauf Langstrecke, Mannschaftswertung   | LG Jägermeister Bonn-TroisdorfHeide Brenner Päivi Roppo / Finnland Ulrike Heinz                | Pl.-Ziff. 9      | ASC DarmstadtCharlotte Teske geb. Bernhard Barbara Will Döge             | Pl.-Ziff. 26    | LG Kassel/BaunatalAngelika Stephan Groß Schneider                          | Pl.-Ziff. 44    |